# Naltjik
Naltjik är huvudstad och största stad i Kabardinien-Balkarien i Ryssland. Centralorten har cirka 240 000 invånare, med cirka 265 000 invånare i hela kommunen. Staden ligger i södra Ryssland, precis vid Kaukasus. På det lokala språket betyder ortsnamnet hästsko, sannolikt eftersom Kaukasus breder ut sig på ett sätt som påminner om en hästsko. Hästskon har också kommit att symbolisera staden och återfinns i stadsvapnet.

## Sport
Det ryska fotbollslaget Spartak Naltjik kommer från Naltjik.